# Secrétaire aux Anciens Combattants des États-Unis
Le secrétaire aux Anciens combattants des États-Unis (en anglais : United States Secretary of Veterans' Affairs) est le responsable du département des Anciens Combattants des États-Unis, département chargé de tout ce qui concerne les anciens combattants (pensions, soins et aides diverses) et créé sur l'initiative du président Ronald Reagan en 1989.
Il est membre du cabinet et 17e et avant-dernier dans l'ordre de succession présidentielle. Comme tout responsable d'un département fédéral, il est nommé par le président des États-Unis et confirmé par le Sénat.
En date de septembre 2018, tous les titulaires de ce poste à l'exception de David Shulkin (secrétaire de février 2017 à mars 2018) ont été anciens combattants.

## Secrétaires titulaires
| No. | Nom | Nom                | Portrait          | Dates de fonctions               | Servant sous la présidence de | Servant sous la présidence de |
| --- | --- | ------------------ | ----------------- | -------------------------------- | ----------------------------- | ----------------------------- |
| 1   |     | Edward Derwinski   | Edward Derwinski  | 15 mars 1989–26 septembre 1992   |                               | George H. W. Bush             |
| 2   |     | Jesse Brown        | Jesse Brown       | 22 janvier 1993–3 juillet 1997   |                               | Bill Clinton                  |
| 3   |     | Togo West          | Togo D. West, Jr. | 5 mai 1998–10 juillet 2000       |                               | Bill Clinton                  |
| 4   |     | Anthony Principi   | Anthony Principi  | 23 janvier 2001–26 janvier 2005  |                               | George W. Bush                |
| 5   |     | Jim Nicholson      | Jim Nicholson     | 26 janvier 2005–1er octobre 2007 |                               | George W. Bush                |
| 6   |     | James Peake        | James Peake       | 20 décembre 2007-20 janvier 2009 |                               | George W. Bush                |
| 7   |     | Eric Shinseki      | Eric Shinseki     | 20 janvier 2009-30 mai 2014      |                               | Barack Obama                  |
| 8   |     | Robert A. McDonald | Robert McDonald   | 30 juillet 2014-20 janvier 2017  |                               | Barack Obama                  |
| 9   |     | David Shulkin      | David Shulkin     | 14 février 2017-28 mars 2018     |                               | Donald Trump                  |
| 10  |     | Robert Wilkie      | Robert Wilkie     | 30 juillet 2018-20 janvier 2021  |                               | Donald Trump                  |
| 11  |     | Denis McDonough    | Denis McDonough   | 9 février 2021-20 janvier 2025   |                               | Joe Biden                     |
| 12  |     | Doug Collins       | Doug Collins      | 5 février 2025- en cours         |                               | Donald Trump                  |

## Secrétaires par intérim
Quand le poste de secrétaire est vacant, le secrétaire adjoint aux Anciens combattants ou tout autre personne désignée par le président exerce les fonctions de secrétaire par intérim (Acting secretary) jusqu'à ce que le président ait nommé le nouveau secrétaire et que le Sénat l'ait confirmé.
| Nom                     | Portrait            | Dates de fonction | Dates de fonction | Président         |
| Nom                     | Portrait            | Début             | Fin               | Président         |
| ----------------------- | ------------------- | ----------------- | ----------------- | ----------------- |
| Anthony Joseph Principi | Anthony Principi    | 26 septembre 1992 | 20 janvier 1993   | George H. W. Bush |
| Hershel Gober           | Hershel W. Gober    | 3 juillet 1997    | 2 janvier 1998    | Bill Clinton      |
| Hershel Gober           | Hershel W. Gober    | 10 juillet 2000   | 20 janvier 2001   | Bill Clinton      |
| Togo West               | Togo D. West, Jr.   | 2 janvier 1998    | 5 mai 1998        | Bill Clinton      |
| Gordon H. Mansfield     | Gordon H. Mansfield | 1er octobre 2007  | 20 décembre 2007  | George W. Bush    |
| Robert Snyder           | Robert Snyder       | 20 janvier 2017   | 14 février 2017   | Donald Trump      |
| Robert Wilkie           | Robert Wilkie       | 28 mars 2018      | 29 mai 2018       | Donald Trump      |
| Peter O'Rourke          | Peter O'Rourke      | 29 mai 2018       | 30 juillet 2018   | Donald Trump      |
| Dat Tran                |                     | 20 janvier 2021   | 9 février 2021    | Joe Biden         |
| Todd Hunter             |                     | 20 janvier 2025   | 5 février 2025    | Donald Trump      |

## Source
- (en) Cet article est partiellement ou en totalité issu de l’article de Wikipédia en anglais intitulé « United States Secretary of Veterans Affairs » (voir la liste des auteurs).